# 何家棍
何家棍，回族武術，為中國武術流派之一，與張家槍齊名，寧夏非物質文化遺產。

## 源流
何家棍為回族人何登魁所創，何登魁曾拜一名高手為師，其師在退隱前表示關門絕技可傳，但要收取三百兩白銀，何登魁動員何家宗族集資才湊足三百兩白銀，向師傅學到了四路刀、久練錘跟單頭模子棍三項絕技，何登魁也因此決定武功只傳何家自族，之後何氏一族參加馬化龍起義反抗滿清，何登魁之子何生洲、何盘兴在宁夏金积堡回民反清起义中以此棍法屡建战功，何家棍就此扬名，回族民谚从此有“何棍张枪，盖世无双”之说。戰敗之後何登魁率領何氏一族更加低調，僅父子相傳，所以傳人不多。

## 介紹
何家棍又稱「單頭模子棍」，只用一頭，棍長齊眉，風格剛勁勇猛、靈活多變、明快直接、發勁別致，在技擊方面進攻主動、防守嚴密、守中有進、進中有守，由於只用一頭，非常講究手法變化和速度，全身之力用於一點。
何家棍集各地棍法之长，采西北棍术之精华，以单头棍闻名于世，基本棍法概括为八个字“搁、掠、拨、削、扫、劈、搬、翻”。

## 來源
1. 1 2  秦文忠、秦嶺《回族體育文化》
2. 1 2  .   [2023-01-03]. （原始内容存档于2023-01-03）.
3. ↑  .   [2023-01-03]. （原始内容存档于2023-01-03）.